# 興学社学園
興学社学園（こうがくしゃがくえん）とは、神奈川県川崎市麻生区（新百合ヶ丘）に本社を持つ、株式会社興学社（英称 kohgakusha）が運営する学習塾・パソコン教室・英会話教室・幼児教室を総称したものである。

## 概説
首都圏及び関西にて小中高生向けの学習塾、予備校、また幼児教育、英会話教室、パソコン教室など展開している。
1983年に、学園長および社長が、府中にてアパートの一室にプリンス進学院を開校。多摩ニュータウンの開発にあわせて、教室も多摩センターへと拡大した。1986年には、多摩センター駅前に自社ビルを建設。学習塾事業以外にワープロ教室などの展開も行う。
学習塾部門として他社パッケージ商品を取り入れたものは(1)「東進衛星予備校」(2)「パズル道場」(3)「わくわく文庫」(4)「さなる＠will」(5)「理科実験教室」（専門教室は撤退）(6)「ワンツーワン」（現在は脱退）(7)「速読速脳」で、各教室での使用状況はホームページでも公開されている。
学習塾部門以外の柱としては、(1)「幼児教育」（七田チャイルドアカデミーに加盟し、2011年７月で脱退しプリンスジュニアとミシェールのブランドに変更）、(2)「英会話」（松香フォニックス研究所の指導やM&Aした大阪にあるイングリッシュワールドなどのメッソドを応用し数少ない自社メッソドを確立）、(3)「パソコン」（わかるとできるパソコン教室にも加盟するが脱退し、現在ではわくわくパソコン教室に加盟）といった中核事業を形成した。
創業者が提唱する「七つの鐘」構想によると、興学社学園は事業展開を積極的に推進し、そのウイングを拡大させることで多くの生徒を獲得し、着実に売上規模を拡大させ、全世界に興学思想に基づく人間教育機関を展開することを最終目標としている。こうしたことから、各種研修制度があり、学園3大行事の一つである「興学社大学」においては、全社員による「興学思想」勉強会や教学の暗唱を行う。「興学思想」は哲学思想家の言葉や著名人の指針や指導をまとめたもので、創業者の精神性を示す重要なバイブルである。全ての社員・アルバイトは暗唱が義務付けられている（興学社大学でテストを実施）。また、入社式や各種イベントは圧巻で、株式会社私塾界ＨＰなどでも紹介されている。イベントにより、従業員は1年にもわたる練習の成果を踊りや演舞により表現。事業部ごとに事業部旗を製作し壇上に並べる。従業員が号泣しながら発表する体験談や入社への感謝ならびに代表・会社に対する賛美は見るものを圧倒させる。「感動ビデオ」の名目で制作させるビデオも好評。会社の入社式や式典に生徒や保護者までが動員されるのも特徴。全てのイベントが同社の団結と忠誠への誓いとして最重要視されている。
「感動ビデオ」は、NHKやフジテレビ「ベストハウス1・2・3」で放送された内容を使用し、社員や学生に研修会や講演会等などで用いられている。
こうした研修制度を学ぼうと、全国中小学習塾による研修会がNBP事業部を窓口に拡大し、「興大ネットワーク」という名称で実施され、興学社の「興学思想」を積極的に取り入れている。現在までに、全国11箇所で定期的に開催されている。

### 拡大路線
一貫して創業時より拡大路線を取り、2008年11月には東京国際フォーラムで25周年記念式典を挙行。しかし、ここ数年はホームページに掲載されている学習塾部門の教室は減少傾向。同社ホームページを検証すると、今年度沿革にある2009年度開校教室のうち、プリンス個別学院東海大学前校、プリンス個別学院山田東校、プリンス個別学院箕面校は従来からあるワンツーワン個別学院が名称変更したもので、エデュース新越谷校もファインズが名称変更したものであり、ここ数年は当社の中核事業の集団塾部門で新規開校はない。
2010年時点では、さらに教室の整理・統合が進み、14事業、64教室（生徒募集を行う教室合計・事業所や日本語学校や技能連携校を除く）を展開・運営している。
海外には、かつて香港に教室を開校していたが撤退し、現在は提携校のみとなっている。

## 沿革
- 1983年 - プリンス進学院府中校開校
- 1984年 - 株式会社興学社創立
- 1986年 - 本社ビル（当時）完成
- 1987年 - ワープロ教室事業参入
- 1990年 - 七田チャイルドアカデミーに加盟
- 1994年 - 英会話事業参入
- 1997年 - 外国人派遣事業参入
- 1999年 - 株式会社ナガセが運営する東進衛星予備校に加盟
- 2000年 - パソコン教室わかるとできるに加盟
- 2002年 - 日本語教育事業に参入

- 2003年 - 個別指導塾事業に参入
- 2007年 - 興学社高等学院開校
- 2009年 - NPO法人興学社教育研究所設立
- 2010年 - 株式会社さなると提携し、さなるPartner（＠will）導入
- 2011年 - 七田チャイルドアカデミーを脱退しプリンスジュニアに名称を変更
- 2014年 -興学院府中校が11月1日より「プリンス進学院」に名前を戻す

## 学習塾部門
2010年からさなると提携し、さなるPartner（＝＠will）による指導法を導入することとなった。
自塾ブランドは撤退や売却などが進み縮小傾向にある中で、ナガセと提携して推し進める東進衛星予備校が好調。

### プリンス進学院
- 創業者が東京都府中市に開校した小中学生向け補習塾
- 八王子市・相模原市を中心に展開。
- 入塾試験はない。
- わくわく文庫やパズル道場など他社教育システムを積極導入するが、自社開発の教育システムはない。
- 上位クラスでは私立・都立上位校対策。標準クラスでは私立・都立中堅対策。基礎クラスでは高校に行けるように指導する。
- イベントが盛んで精神教育を重視。
- 集団形式の同ブランドは相模原や八王子・青梅地区で撤退が続き縮小傾向。

### 興学院
- 基本的にはプリンス進学院と同じ指導方針。
- 西多摩を中心に展開。
- 発祥の府中校は現在の所在地に移転した際にブランド名を興学院に変更。
- 社名と同じブランド名に変更をすることで、学習塾部門を興学院に統合をしようと検討されたがとん挫した。

- 2014年11月1日より、興学院府中校が「プリンス進学院」に名を改める。

「興学院」は町田校、拝島校、羽村校の3校のみに。

### 東大ゼミナール
- 創業者が千葉県松戸市で運営していた同名の学習塾をM&Aしたことにはじまる。
- 千葉県内に展開している同学園の学習塾はこのブランド名で展開。
- 学園の中でも講師の力量が高いのが特徴で、当初は私立難関校対策や千葉県立東葛飾高等学校へ入学させる進学塾として力を注いでいた。
- 最近では学園全体のカリキュラム統合や講師研修制度の社内統一でプリンス進学院の指導と同一になっている。

### Wings
- プリンス進学院の個別指導部門が分離し設立。
- その後、海外展開を検討した同学園の発展の起爆剤として期待されたが、後に香港校は撤退した。
- 個別指導塾ブームの波に乗れず、現在まで校舎数は３つにとどまる。

### プリンス個別学院
- 愛知県にあるワンツーワン個別学院と提携しフランチャイズ加盟。
- 映像授業による授業形式で行う。
- 個別対応が可能で、同学園が展開する郊外での教室展開も可能。
- 同学園だけで数百の教室展開をすると発表し、販売代理店として活動を開始。。
- ワンツーワン個別学院との契約中にも関わらず、さなるが開発したPartner（＝＠Will）と提携し乗り換えをする。
- 2010年現在、興学社直営教室のHPはさなるパートナーの宣伝を積極的に行っている。

### EDUCE
- 同学園の中学受験部門は多摩センター本部教室2階にあった進学教室秀峰が創業者の池田晃が経営していたのがスタート。
- 一時、撤退をしていた、2008年は次世代ゼミファインズと提携して新越谷に中学受験専門塾を開校。
- 2009年から新たに自社ブランドのEDUCEに変更した。
- ナガセが展開する四谷大塚NETに加盟。

### 東進衛星予備校
- 設立当時はプリンス進学院・東大ゼミナールの高校部門として設立。
- その後、ナガセが展開する東進衛星予備校に加盟し、京王八王子と五香に開校。五香校は八柱に移転。八千代中央にも開校。
- 2010年には新越谷に、2011年には古淵に新校舎を開校し5校舎体制になった。

## その他教育機関

### 七田チャイルドアカデミー
- 七田眞が提唱する七田式右脳教育理論に基づく指導を行う。
- フランチャイズの七田チャイルドアカデミーの加盟教室。
- 15教室を運営し数千名の会員をもつ。
- 2011年7月、七田チャイルドアカデミー本部とのFC提携の解消を発表し、幼小教育研究会・プリンスジュニアとなった。
- 成城学園駅前に幼児教育研究会・ミシェールのブランドで、幼稚園・小学校受験指導を行うがジュニアとの棲み分けは不明

### 東京パソコンアカデミー
- 同学園独自のブランド名称。
- 日商ワープロ検定対策のワープロ教室からパソコン教室に発展。
- 各種検定対策で実績を上げている。

### わくわくパソコン教室
- ビデオ教材を使用したパソコン教室。
- 初心者から検定対策まで対応。
- 以前はパソコン教室わかるとできるのフランチャイズに加盟していたが、脱退して、加盟していた全てをわくわくパソコン教室に変更した。

### プリンス英米学院
- 同学園独自のブランド名称。
- 幼児から小中学生・社会人にいたるまでネイティブによる英会話指導を行う教室。
- 子供向けにプリンスキッズも展開している。
- フォニックスと英検指導をミックスした指導を行う。
- フランチャイズ展開も行い、盛岡と新潟に出店。

### その他
- エデュースランゲージセンター
- 新宿国際交流学院
- イングリッシュワールド
- 興学社高等学院
- 興学社協育友好医院
- NPO法人興学社教育研究所

## 学習塾講師
- 学習塾部門では同学園のホームページでも明らかなように興学社学園人材募集、教室毎に教室長ならびに1～2名の社員講師と大学生を中心としたアルバイト講師からなる。採用時には筆記試験並びに面接が行われている。新卒採用も積極的に行う。

## 特徴
- 学習塾部門では夏期特訓合宿、入試説明会、合格激励会、合格出陣式など、幼児教室や英会話部門ではキャンプや自然学校、シーズン毎のパーティなど、各部門でイベントが行われている。
- 講師やスタッフの研修に力を入れており、特に毎年9月に3日連続で行われる興学社大学は多数の同業他社や各界の著名人を招くなど規模が大きい。
- 2001年より海外教育支援活動を推進し、現在までに中国に7つの小学校、東南アジアに4つの幼稚園、井戸を建設している。里親制度への取り組みや募金活動など、ボランティアへの意識も高い[3]。